# Кубок Північної Македонії з футболу 2018—2019
Кубок Північної Македонії (Македонії) з футболу 2018–2019 — 27-й розіграш кубкового футбольного турніру в Македонії. Титул вперше здобула Академія Пандєва.

## Календар
| Раунд        | Дата                                 | Матчі | Клуби   |
| ------------ | ------------------------------------ | ----- | ------- |
| Перший раунд | 22 серпня - 12 вересня 2018          | 15    | 31 → 16 |
| 1/8 фіналу   | 19 вересня/3 жовтня 2018             | 16    | 16 → 8  |
| 1/4 фіналу   | 7 листопада/5 грудня 2018            | 8     | 8 → 4   |
| 1/2 фіналу   | 27 лютого - 6 березня/10 квітня 2019 | 4     | 4 → 2   |
| Фінал        | 22 травня 2019                       | 1     | 2 → 1   |

## Перший раунд
| Команда 1             | Рахунок      | Команда 2               |
| --------------------- | ------------ | ----------------------- |
| 22 серпня 2018        |              |                         |
| Корабі (2)            | 1:0          | Борец (2)               |
| Влазрімі 77 (2)       | 0:4          | Беласиця                |
| Вардар (Неготино) (2) | 1:3          | Скоп'є (2)              |
| Фортуна (3)           | 0:6          | Работнічкі              |
| Лабунішта (2)         | 1:3          | Академія Пандєва        |
| Кіт-Го Пехчево (2)    | 2:0          | Шкупі                   |
| Поешево (4)           | 0:8          | Брегальниця (2)         |
| Вардар (Форіно) (3)   | 0:4          | Вардар                  |
| Осогово (3)           | 0:1          | Пелістер (2)            |
| Тетекс (2)            | 1:1 пен. 3:4 | Гостивар (2)            |
| Братство-Взалнімі (3) | 0:7          | Сілекс                  |
| Тиквеш (2)            | 2:1          | Ренова                  |
| Превалец (3)          | 0:2          | Македонія Гьорче Петров |
| 29 серпня 2018        |              |                         |
| Струга (2)            | 1:2          | Побєда                  |
| 12 вересня 2018       |              |                         |
| Кожуф (2)             | 0:2          | Шкендія                 |

## 1/8 фіналу
Клуб Корабі (2) пройшов до наступного раунду після жеребкування.
| Команда 1                | Заг. | Команда 2               | 1-й матч | 2-й матч |
| ------------------------ | ---- | ----------------------- | -------- | -------- |
| 19 вересня/3 жовтня 2018 |      |                         |          |          |
| Брегальниця (2)          | 3:6  | Академія Пандєва        | 2:6      | 1:0      |
| Вардар                   | 2:3  | Македонія Гьорче Петров | 1:1      | 1:2      |
| Гостивар (2)             | 2:6  | Побєда                  | 1:2      | 1:4      |
| Пелістер (2)             | 1:5  | Беласиця                | 0:2      | 1:3      |
| Тиквеш (2)               | 1:2  | Работнічкі              | 0:1      | 1:1      |
| Скоп'є (2)               | 1:4  | Сілекс                  | 0:2      | 1:2      |
| Шкендія                  | 7:0  | Кіт-Го Пехчево (2)      | 2:0      | 5:0      |

## 1/4 фіналу
| Команда 1                 | Заг. | Команда 2  | 1-й матч | 2-й матч |
| ------------------------- | ---- | ---------- | -------- | -------- |
| 7 листопада/5 грудня 2018 |      |            |          |          |
| Академія Пандєва          | 9:2  | Корабі (2) | 3:1      | 6:1      |
| Шкендія                   | 0:3  | Побєда     | 0:1      | 0:2      |
| Сілекс                    | 0:4  | Беласиця   | 0:2      | 0:2      |
| Македонія Гьорче Петров   | 2:0  | Работнічкі | 1:0      | 1:0      |

## 1/2 фіналу
| Команда 1                | Заг. | Команда 2               | 1-й матч | 2-й матч |
| ------------------------ | ---- | ----------------------- | -------- | -------- |
| 27 лютого/10 квітня 2019 |      |                         |          |          |
| Беласиця                 | 0:2  | Македонія Гьорче Петров | 0:1      | 0:1      |
| 6 березня/10 квітня 2019 |      |                         |          |          |
| Академія Пандєва         | 6:2  | Побєда                  | 3:1      | 3:1      |

## Фінал
| 22 травня 2019 19:30 (EEST) |

| Македонія Гьорче Петров               | 2:2      | Академія Пандєва             |
| ------------------------------------- | -------- | ---------------------------- |
| да Сілва 21' (пен.) Тантуровський 84' | Протокол | Пандєв 10' Дорієв 86' (пен.) |

| Тоше Проєскі, Скоп'є Глядачів: 3 000 Арбітр: Мар'ян Ецкоскі |

|                                         |     | Пенальті                           |  |
| да Сілва · Паду · Пецов · Тантуровський | 2:4 | Стойков · Дорієв · Ілієв · Велінов |  |